# De halve wereld
De halve wereld is een bundel reisreportages van de Nederlandse schrijver Frans Kellendonk die verscheen in 1989.

## Geschiedenis
Vanaf 1982 verschenen verschillende 'reportages' van Kellendonk in bundels, tijdschriften en NRC-Handelsblad. De eerste in deze bundel verscheen als afzonderlijke, bibliofiele uitgave: Aantekeningen uit de nieuwe wereld in 1984. De tweede reportage met de titel 'Bimini' is niet opgenomen in Het complete werk. In 1989 verscheen de bundeling van deze reportages onder de titel De halve wereld; het bleek de laatste tijdens het leven van Kellendonk verschenen boekuitgave.